# Чаадаев, Михаил Яковлевич
Михаи́л Я́ковлевич Чаада́ев (1792, Москва — 1866, Хрипуново) — русский помещик, военный, декабрист, старший брат философа Петра Яковлевича Чаадаева.

## Биография
Михаил Яковлевич Чаадаев родился 24 октября (4 ноября) 1792 года в Москве в семье ардатовского помещика и драматурга Якова Петровича Чаадаева. Старший брат философа Петра Яковлевича Чаадаева.
После ранней смерти отца, а следом — и матери, воспитывался в Москве в семье своего родственника и опекуна князя Дмитрия Михайловича Щербатова. Окончил Московский университет. В 1812 году поступил на воинскую службу в лейб-гвардии Семёновский полк и принимал участие в Отечественной войне 1812 года и Заграничных походах русской армии 1813—1815 годов. Участвовал в крупнейших сражениях, в том числе Бородинской битве, сражениях под Тарутином и Малоярославцем, «Битве народов» при Лейпциге. С 1813 года — подпоручик, с 1816 года — поручик, с 1819 года — штабс-капитан Бородинского пехотного полка. Во время своего проживания в Санкт-Петербурге сблизился с декабристами. В 1820 году вышел в отставку в чине майора.
После выхода в отставку решил по примеру своего давнего друга Фёдора Петровича Шаховского заняться сельским хозяйством и переехал в своё семейное имение Хрипуново, располагавшееся поблизости от Ореховца — имения Шаховских. После восстания декабристов 14 (26) декабря 1825 года и ареста многих из них дома у Чаадаева также прошёл обыск, но благодаря расторопности камердинера Захара, уничтожившего компрометировавшие барина бумаги, следствию не удалось доказать соучастие Чаадаева в заговоре. Позднее Михаил Яковлевич женился на дочери Захара Ольге — безграмотной и недалёкой девушке.
После провала декабристского восстания Михаил Яковлевич окончательно удалился в Хрипуново, где практически безвыездно прожил более трёх десятилетий. В Хрипунове Чаадаев решил воплотить на практике многие из идей декабристов: часть крестьян он освободил от крепостной зависимости, остальных перевёл с барщины на оброк, причём сделал его минимальным и даже формальным. Он передал в пользование крестьян всю господскую землю, за исключением собственно усадьбы. Крестьянам были определены порубки в лесу, каждой семье позволялось вылавливать в год до 10 пудов (около 164 кг) рыбы в господских прудах. Подобный подход со стороны Чаадаева резко контрастировал с поведением прочих помещиков уезда и вызывал неудовольствие с их стороны.
Чаадаев не рвал всех отношений с друзьями-декабристами — так, он продолжал переписываться с Иваном Дмитриевичем Якушкиным. Незадолго до отмены крепостного права в 1861 году к Михаилу Яковлевичу приезжал нижегородский военный губернатор — прощённый властями бывший декабрист Александр Николаевич Муравьёв — и изучал практический опыт Чаадаева по освобождению крестьян. 
Михаил Яковлевич Чаадаев скончался в своём имении Хрипунове 10 (22) октября 1866 года и был похоронен в Ардатове.